# Microlysias xenokeras
Microlysias xenokeras is een vlokreeftensoort uit de familie van de Lysianassidae. De wetenschappelijke naam van de soort is voor het eerst geldig gepubliceerd in 1918 door Stebbing.